# George Findo
George Findo est un boxeur kényan né le 11 janvier 1955.

## Carrière
En raison du boycott des pays africains aux Jeux olympiques d'été de 1976 à Montréal, George Findo doit déclarer forfait alors qu'il devait affronter au deuxième tour dans la catégorie des poids coqs le Portoricain Alejandro Silva.
Évoluant ensuite dans la catégorie des poids plumes, il est médaillé d'or aux championnats d'Afrique de Benghazi en 1979.